# Carmichaelia aligera
Carmichaelia aligera är en ärtväxtart som beskrevs av George Simpson. Carmichaelia aligera ingår i släktet Carmichaelia och familjen ärtväxter. Inga underarter finns listade i Catalogue of Life.